# (1078) Mentha
(1078) Mentha es un asteroide perteneciente al cinturón de asteroides descubierto por Karl Wilhelm Reinmuth el 7 de diciembre de 1926 desde el observatorio de Heidelberg-Königstuhl, Alemania.

## Designación y nombre
Mentha fue designado inicialmente como 1926 XB.
Más tarde se nombró por la Mentha, un género de plantas de la familia de las lamiáceas.
En 1958 se descubrió que tanto el objeto A917 CB, descubierto el 13 de febrero de 1917 por Max Wolf, inicialmente nombrado como Aase y asignado al número 864, como el objeto 1926 XB descubierto el 7 de diciembre de 1926 por Reinmuth, nombrado como Mentha, eran el mismo asteroide. En 1974 se decidió mantener el nombre al asteroide número 1078 y reutilizar el número 864 y su nombre, Aase, para el objeto 1921 SB, descubierto el 30 de septiembre de 1921 por Reinmuth.

## Características orbitales
Mentha orbita a una distancia media del Sol de 2,27 ua, pudiendo acercarse hasta 1,957 ua y alejarse hasta 2,583 ua. Tiene una excentricidad de 0,1379 y una inclinación orbital de 7,371°. Emplea 1249 días en completar una órbita alrededor del Sol.